# Stodoły, Rybnik
Stodoły [stɔˈdɔwɨ] (lit. barns, tiếng Đức: Stodoll) là một quận của Rybnik, Silesian Voivodeship, miền nam Ba Lan. Vào cuối năm 2013, quận có khoảng 600 cư dân.

## Lịch sử
Ngôi làng có thể tồn tại trước năm 1258.
Sau Thế chiến I ở Thượng Silesia plebiscite, 260 trong số 393 cử tri ở Stodoły đã bỏ phiếu ủng hộ việc gia nhập Ba Lan, chống lại 131 người chọn ở lại Đức. Tuy nhiên, nó vẫn là một phần của Đức, trên biên giới với Ba Lan. Nó được đổi tên thành "Hochlinden" sau chiến dịch làm sạch tên địa danh "Không phải người Đức" vào năm 1936. Đó là một địa điểm của một hoạt động cờ giả của Đức quốc xã (như một phần của Chiến dịch Himmler) vào ngày 31 tháng 8 năm 1939. Sau chiến tranh, nó trở thành một phần của Ba Lan.
Trong những năm 1973-1977, quận là một phần của gmina Chwałęcice và đã được hợp nhất với Rybnik vào ngày 1 tháng 2 năm 1977.